# Christoffer Faarup
Christoffer Faarup (ur. 28 grudnia 1992) – duński narciarz alpejski, olimpijczyk, uczestnik mistrzostw świata.

## Udział w ważnych imprezach

### Zimowe Igrzyska Olimpijskie
- Soczi 2014 – 37. (zjazd), 34. (super kombinacja), 46. (super gigant)

### Mistrzostwa Świata
- Ga-Pa 2011 – DNF (super gigant)
- Schladming 2013 – 37. (zjazd), 51. (slalom gigant), 56. (super gigant), DNF (slalom), DSQ (super kombinacja)